# Il Neto (przystanek kolejowy)
Il Neto (wł. Stazione di Sesto Fiorentino) – przystanek kolejowy w Sesto Fiorentino, w prowincji Florencja, w regionie Toskania, we Włoszech. Znajduje się na liniach Bolonia – Florencja i Florencja – Lukka.
Według klasyfikacji RFI ma kategorię brązową.

## Linie kolejowe
- Linia Bolonia – Florencja
- Linia Florencja – Lukka